# Fort MacKay
Fort MacKay (o Fort McKay) è una località (classificata come Indian Settlement) nella Regional Municipality di Wood Buffalo nella provincia dell'Alberta in Canada.